# セシル・ピンセント
セシル・ロス・ピンセント（Cecil Ross Pinsent、1884年5月5日 - 1963年12月5日）は、イギリスの庭園設計者および建築家で、1909年から1939年までイタリアのトスカーナ州で革新的な庭園を設計したことで知られている。これらの庭園は16世紀のイタリア人設計者の概念を独創的に再考したものである。

## 経歴
1884年5月5日、鉄道に興味を持つ実業家であったロス・ピンセントとアリス・ピンセントの息子として、ウルグアイの首都モンテビデオで生まれる。イギリスで建築を学ぶ。
1901年から1906年まで、イギリスやフランスで教会や住宅の地形図を描いていた時期があり、1906年にはイタリアでも同様の地形図を描いていたようだ。友人で建築史家のジェフリー・スコットとともにイタリアのトスカーナ州を旅し、アメリカ人美術史家のバーナード・ベレンソンおよび妻で同じく美術史家のメアリー・ベレンソンと出会う。ベレンソンはスコットを司書として雇い、ピンセントはヴィラ・イ・タッティでベレンソンの仕事を手伝った。ベレンソンを介する形で、ピンセントはトスカーナ州の英語圏コミュニティから引き寄せられた裕福な顧客と接触することができたのである。顧客の中にはチャールズ・アレクサンダー・ローザ、哲学者のチャールズ・アウグストゥス・ストロング、イギリス王エドワード7世の愛妄であるアリス・ケッペル夫人、アメリカ人外交官ウィリアム・バイヤール・カッティング・ジュニアの妻であるレディ・シビル・カッティングや彼女の娘である歴史家のアイリス・オリゴなどがいた。
1907年、ピンセントは鑑定家のチャールズ・アレクサンダー・ローザのヴィラ・トッリ・ガッタイアを改修したのを皮切りに、ベレンソンのヴィラ・イ・タッティ（1909年-1914年）、ストロングのヴィラ・ル・バルゼ（1911年-1913年）、オリゴのラ・フォーゼ（1939年）とヴィラ・カッポーニの庭園を立て続けに設計し、庭園にバロック様式の衝立を創作した。
1944年から1945年までイタリアに短期間滞在したのを除いて、1939年から1950年代後半までイギリスで暮らした。
イタリアに滞在中、第二次世界大戦中に損害を受けたヴィラと庭園の修復を行った。
1950年代後半にはスイスに居を構えた。
1963年12月5日、ピンセントはスイスのヒルターフィンゲンで没した。
ピンセントの線描の一部はロンドンの王立イギリス建築研究所図書館が保有している。

## 文献
- B. Origo, La Foce - a garden and landscape in Tuscany (2001).
- M. Fantoni, H. Flores, J. Pfordresher, eds., Cecil Pinsent and his gardens in Tuscany: papers from the symposium, Georgetown University, Villa Le Balze ... (1999. Edifir, Florence) ISBN 88-7970-079-0
- E. Clarke, 'A Biography of Cecil Ross Pinsent, 1884–1963', in Garden History; 26:2 (1998 Winter), pp. 176–191
- V. Shacklock, D. Mason, 'Survey and investigation of a 20th-century Italian garden', in Garden History; 23:1 (1995 Summer), pp. 113–124 [on Villa Le Balze]
- V. Shacklock, D. Mason, 'Villa Le Balze ...', in Journal of Garden History; 15:3 (1995 Jul–Sep), p. 179–187
- P. Bowe, 'Designs on Tuscan soil', in Country Life; 184:27 (1990 July 5), pp. 90–95
- E. Neubauer, 'The garden architecture of Cecil Pinsent, 1884-1964', in Journal of Garden History; 3:1 (1983 Jan–Mar), pp. 35–48. Published online 2012